# Bazoches-au-Houlme
Bazoches-au-Houlme település Franciaországban, Orne megyében. Lakosainak száma 455 fő (2022. január 1.). Bazoches-au-Houlme Cordey, Fourneaux-le-Val, Les Loges-Saulces, Saint-Martin-de-Mieux, Champcerie, Ménil-Hermei, Ménil-Vin, Neuvy-au-Houlme és Putanges-le-Lac községekkel határos.

## Népesség
A település népességének változása:
| Lakosok száma | 508  | 485  | 483  | 468  | 465  | 457  | 456  | 456  | 455  |
|               | 2013 | 2015 | 2016 | 2017 | 2018 | 2019 | 2020 | 2021 | 2022 |